# Johan Gaume

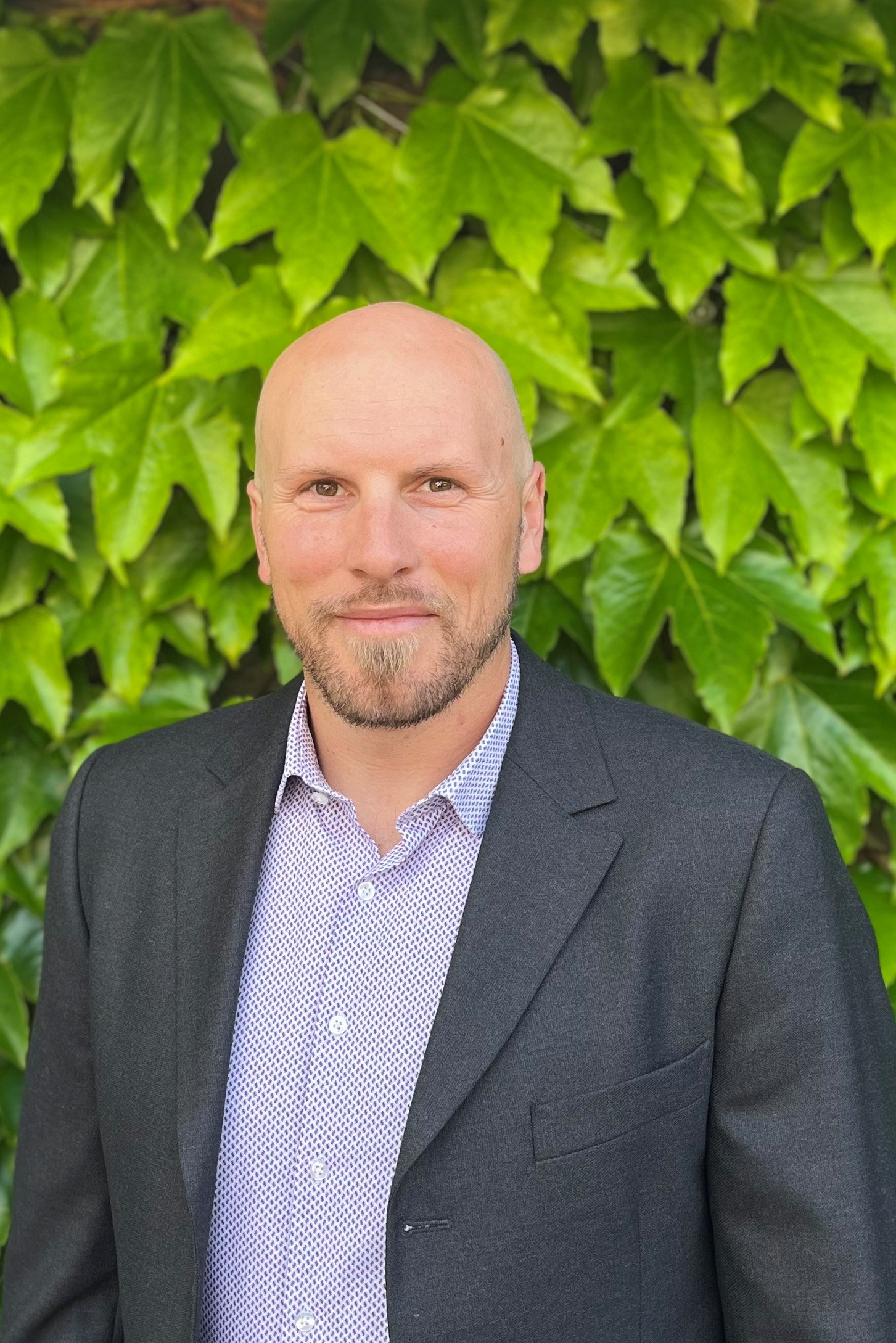
Johan Gaume (2022)

Johan Gaume (* 18. September 1985 in Morteau) ist ein französischer Forscher für Alpine Massenbewegungen und Professor an der ETH Zürich und am WSL-Institut für Schnee- und Lawinenforschung SLF in Davos.

## Leben
Johan Gaume schloss 2008 sein Maschinenbaustudium und seinen Master am Institut polytechnique de Grenoble ab. Danach war er als Postdoc an der WSL/SLF in Davos tätig. Im Jahr 2016 wechselte er als Research and Teaching Associate an die EPFL und besuchte die UCLA und UPenn. Von 2019 bis 2022 war er Assistenzprofessor an der EPFL und Leiter des Snow and Avalanche Simulation Laboratory. Seit 2022 ist er ausserordentlicher Professor für Alpine Massenbewegungen an der ETH Zürich, eine Position, die gemeinsam mit dem WSL-Institut für Schnee- und Lawinenforschung SLF in Davos verbunden ist, wo der Grossteil seiner Gruppe angesiedelt ist. Johan Gaume war auch ein semiprofessioneller Snowboarder, spezialisiert auf Big Air und Slopestyle.

## Forschung
Sein Forschungsinteresse gilt der Auslösung und Ausbreitung von gravitationsbedingten Massenbewegungen in Gebirgen mit besonderem Schwerpunkt auf Schnee- und Lawinenmechanik, einschliesslich der Entwicklung von Multiskalenmethoden, die auf Numerischer Mechanik basieren und anhand von Labor- und Feldexperimenten validiert werden. Im Jahr 2018 schlug er einen neuen Ansatz vor, der auf einem neuartigen konstitutiven Gesetz für Schnee und einer als Numerische Mechanik bekannten Technik basiert, um sowohl die Freisetzung als auch die Strömung auf der Hangskala zu simulieren. Dieses Modell ermöglichte es ihm und seiner Gruppe später, einen Übergang von der Sub-Rayleigh-Antiriss zur Supershear-Rissausbreitung während des Ablösungsprozesses von Schneelawinen zu entdecken. Seine Arbeit über Schneelawinen wurde auf die Modellierung von Gletscherkalbungen und Tsunamis sowie mehrphasige alpine Massenbewegungen ausgedehnt. Seine Arbeit verbessert das physikalische Verständnis von Hanginstabilitäten und Massenströmen und hat Auswirkungen auf die angewandte Forschung im Zusammenhang mit der Risikobewertung und dem Management in Bergregionen.

### 3-D-Simulation von Lawinen
Bei einer Zusammenarbeit von Gaume mit Experten von der UCLA wurden möglichst realistische dreidimensionale Simulationen von Schneebrettlawinen entwickelt. Diese dienen dazu, Lawinen besser vorherzusagen. Sie konnten zudem auch dafür genutzt werden, um besseren digitalen Schnee für Animationsfilme erzeugen, wie im Disney-Trickfilm Froze.

### Erklärung für das Unglück am Djatlow-Pass
2021 hat Gaume zusammen mit seinem Kollegen Alexander Puzrin eine mögliche Erklärung für das Unglück am Djatlow-Pass, einen berühmten russischen Cold Case, vorgeschlagen, um das sich Verschwörungstheorien ranken. Die beiden Forscher argumentierten in einem Open-Access-Journal von Nature, die Tourengänger könnten ganz banal von einer Schneebrett-Lawine überrascht worden sein. Daraufhin war «das Medienecho gewaltig. Rund um den Globus berichteten Journalisten über die Arbeit der Schweizer Forscher», wie die Neue Zürcher Zeitung schreibt. Der Standard, National Geographic, Stern und andere Magazine berichteten. Im Fernsehen der italienischsprachigen Schweiz RSI wurde ein Dokumentarfilm zum Thema gezeigt. Später lud Nature die beiden Forscher zu einem Meinungsbeitrag ein. Sie sollten schildern, wie sich die Publikation auf ihre Karriere ausgewirkt hatte.

## Lehre und Öffentlichkeitsarbeit
Gaume ist an der Klasse Physik und Hydrologie des Schnees (EPFL-Masterkurs) beteiligt und unterrichtet die Vorlesung Granularmechanik an der ETH Zürich (Herbstsemester). Er beteiligt sich jedes Jahr an Outreach-Aktivitäten: Er hält Vorträge und organisiert praktische Workshops im Rahmen der internationalen Lawinenaufklärungsveranstaltungen. Er ist Mitglied der Science Alliance von Protect Our Winters Switzerland.

## Auszeichnungen
Gaume erhielt das Bundes-Exzellenz-Stipendium (SBFI) und wurde mit dem SNF Ambizione-Stipendium und dem Eccellenza-Professorenstipendium ausgezeichnet. Im Jahr 2023 wurde er mit dem IUGG Early Career Scientist Award ausgezeichnet.